# Przepraszam za miłość
Przepraszam za miłość – album zespołu Shout, wydany w 1992 roku. Utwór tytułowy znalazł się na ścieżce dźwiękowej filmu Jestem twój.

## Twórcy
- Muzyka i słowa: Marek Terlecki
- oprócz "Musisz być moja", "Bez słów", "Olśnienie" - muzyka: Marek Terlecki, słowa Marek Terlecki i Tomasz Chiniewicz
- Wykonawcy: 
  - Marek Terlecki – śpiew, gitara
  - Arek Nowak – gitara
  - Marek Makarewicz – gitara basowa
  - Tomasz Chiniewicz – perkusja
  - Marcin Zieliński - solówka (gościnnie)

## Lista utworów
1. "Złote miasto" - 3:40
2. "Nie mównic" - 3:20
3. "Przepraszam za miłość" - 4:45
4. "Jest jeszcze rock’n’roll" - 3:20
5. "Zimne ręce" - 5:35
6. "Musisz być moja" - 4:05
7. "Jeśli chcesz" - 4:20
8. "Tam, gdzie jest mój dom" - 3:30
9. "Zostań ze mną" - 3:30
10. "Bez słów" - 3:40
11. "Olśnienie" - 3:55
12. "Zakazany owoc" - 3:37